# Wilhelm Szabo
Wilhelm Szabo (* 30. August 1901 in Wien; † 14. Juni 1986 ebenda) war im bürgerlichen Beruf Lehrer, ein österreichischer Dichter und Lyrikübersetzer.

## Leben

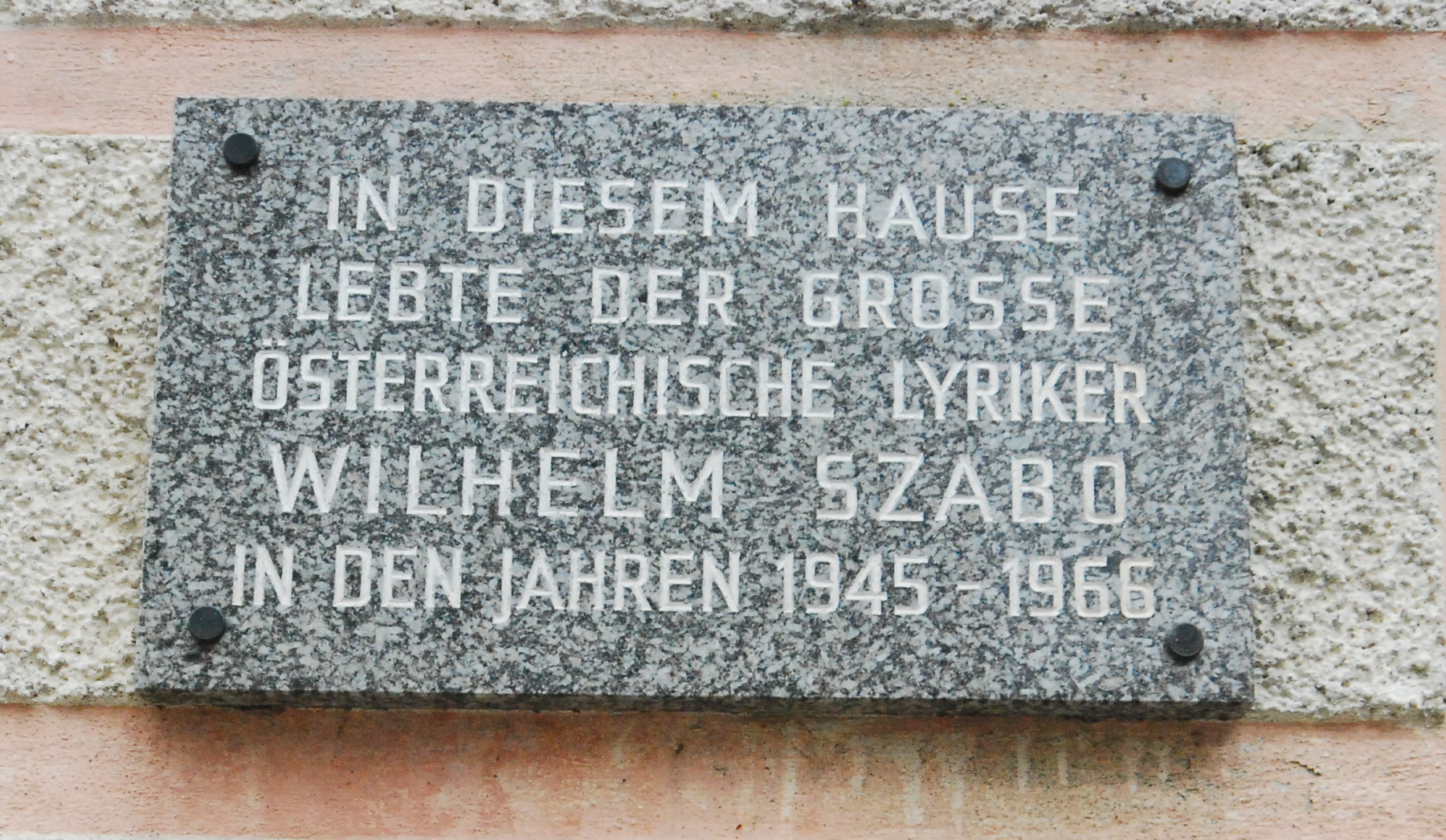
Gedenktafel am Castellihaus in Weitra

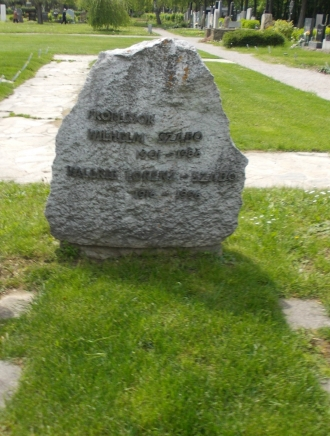
Grabstätte von Wilhelm Szabo

Wilhelm Szabo war ein österreichischer Dichter und Autor, der stilistisch der sogenannten Anti-Heimatdichtung zuzuordnen ist. 1901 in Wien geboren, wuchs er bei kleinbäuerlichen Zieheltern im niederösterreichischen Waldviertel in Lichtenau bei Gföhl auf. Szabo absolvierte eine Tischlerlehre in Wien, schloss mit Erfolg die Lehrerbildungsanstalt St. Pölten ab und arbeitete in Folge als Volks-, dann als Hauptschullehrer an verschiedenen Schulen im Waldviertel. 1933 machte er mit der Veröffentlichung des Gedichtbandes „Das fremde Dorf“ das erste Mal literarisch auf sich aufmerksam.
1937 heiratete er die aus einer angesehenen jüdischen Familie kommende Valerie Gans (1916–1996), die in den 1980er und 1990er Jahren mit eigenständiger Prosa unter dem Namen Valerie Lorenz-Szabo mehrere ausgezeichnete Werke publizierte. In der Zeit des Nationalsozialismus wurde er von 1939 bis 1945 wurde er aus politischen Gründen außer Dienst gestellt und musste sich mit der Arbeit als Holzfäller, Gartenarbeiter, Organist des Stiftes Zwettl sowie als Lektor beim Karl Alber Verlag in München seinen Lebensunterhalt verdienen. Nach 1945 war er wieder in seinem ursprünglichen Beruf tätig und wurde schließlich Schuldirektor und Oberschulrat in Weitra im Waldviertel. Aus dieser Zeit verband ihn eine besonders enge und lebenslange Freundschaft mit Otto Basil. 
Nach seiner Pensionierung wohnte Szabo von 1966 bis zu seinem Tod am 14. Juni 1986 in Wien-Döbling. Am 20. Juni 1986 wurde er in einem ehrenhalber gewidmeten Grab der Gemeinde Wien, im sogenannten Ehrenhain der Gruppe 40, Nummer 130 beigesetzt, desgleichen seine Gattin Valerie Lorenz-Szabo im Jahr 1996.

## Literarisches Schaffen
Im Laufe der 1970er Jahre trat Szabo auch als Übersetzer in Erscheinung. Zu den von ihm übersetzten Autoren gehören Robert Frost, Sergej Jessenin, Neidhart von Reuenthal und Elinor Wylie.
Wilhelm Szabo war Vorstandsmitglied des Österreichischen P.E.N.-Clubs und Gründungsmitglied des Literaturkreises PODIUM.

## Auszeichnungen
- 1954 Georg-Trakl-Preis (ex aequo mit Christine Busta, Michael Guttenbrunner und Christine Lavant)[1]
- 1957 Förderungspreis der Theodor-Körner-Stiftung
- 1961 Kulturpreis des Landes Niederösterreich
- 1962 Literaturpreis der Stadt Wien
- Wilhelm-Szabo-Straße in der Stadt Weitra (Waldviertel)
- Ehrenmitglied im Österreichischen Schriftstellerverband

## Werke (Auswahl)
- Das fremde Dorf. Gedichte. Krystall-Verlag, Wien 1933.
- Im Dunkel der Dörfer. Alber, München 1943.
- Das Unbefehligte. Gedichte. Herder, Wien 1947.
- Herz in der Kelter. Otto Müller, Salzburg 1954.
- Landnacht. Verlag Jugend und Volk, Wien/München 1965 (Reihe: Neue Perspektiven).
- Schnee der vergangenen Winter.  Einleitung und Auswahl von Johann Gunert. Stiasny, Graz/Wien 1966.
- Schallgrenze. Gedichte. Bergland Verlag., Wien 1974 (Profile und Facetten; 11).
- Lob des Dunkels. Gedichte 1930–1980. Niederösterreichisches Pressehaus, St. Pölten/Wien 1981.
- Zwielicht der Kindheit. Niederösterreichisches Pressehaus, St. Pölten/Wien 1986.
- Und schwärzer schatten die Wälder. Gedichte. Hrsg. von Sylvia Gruber. Verlag Bibliothek der Provinz, Weitra 2001, ISBN 3-85252-409-1.
- Dorn im Himbeerschlag. - Zwielicht der Kindheit. Prosa. Verlag Bibliothek d. Provinz, Weitra 2001, ISBN 3-85252-400-8.
- Der große Schelm Übertragung und Einleitung von Liedern Neidharts von Reuenthal, Stiasny Verlag, Graz/Wien 1960.
- Wilhelm Szabo Ausgewählte Gedichte, Podium (Podium Portrait 4), St. Pölten/Wien 2001.
- Trauer der Felder, Nachdichtungen von Gedichten Sergej Jessenins, Stifterbibliothek Salzburg und Verlag der Neugebauer Press, Bad Goisern 1970.
- Ferner Herausgeber der Gesammelten Schriften 1932–1934 von Friedrich Sacher.

## Nachlass
- Österreichisches Literaturarchiv, Wien

## Wilhelm-Szabo-Lyrik-Preis 2002
2002 veranstaltete der Österreichische Schriftstellerverband anlässlich der 100. Geburtstages von Wilhelm Szabo den Wilhelm-Szabo-Lyrikwettbewerb. Preisträger des Wilhelm-Szabo-Lyrik-Preises waren Christl Greller, Christian Saalberg, Fritz Popp, Wilhelm Rager, Oskar M. Haniger, Hilde Pexr-Höwart, Peter Paul Wiplinger, Edith Haider, Eva Maria Kittelmann und Hannelore Maria Fritz.